# Dobří holubi se vracejí
Dobří holubi se vracejí je český dramatický film z prostředí protialkoholní léčebny natočený v roce 1988 režisérem Dušanem Kleinem. Vedle sugestivně a přesvědčivě vylíčeného prostředí protialkoholické léčebny dodává filmu hlavní váhu dobře vybrané osazenstvo ústavu, které jako by bylo přímo příslušenstvím tohoto ponurého místa. Drsný tragikomický příběh ukazuje bez příkras nejen zákulisí protialkoholických léčeben, ale také nitro člověka, léčeného ze závislosti na alkoholu a pozadí socialistického všedního dne. Jedná se o jeden z posledních filmů, ve kterých hrál Vladimír Menšík.
Film se natáčel v Kraji Vysočina, přesněji v Želivě.

## Herecké obsazení
| Milan Kňažko            | Miloš Lexa                      |
| Alicja Jachiewicz       | Soňa Landová                    |
| Rudolf Hrušínský        | hlavní ošetřovatel Masák        |
| Vladimír Menšík         | Honzíček                        |
| Pavel Zedníček          | Muclinger                       |
| Jiří Hálek              | Čtvrtečka                       |
| Marián Labuda           | Dorenda                         |
| Zdeněk Řehoř            | Zlámal                          |
| Radan Rusev             | Jánošík                         |
| Rudolf Hrušínský mladší | Obuli                           |
| Josef Somr              | primář Dobrotka                 |
| Jan Přeučil             | dr. Voňka                       |
| Oldřich Navrátil        | dr. Křížek                      |
| Evelyna Steimarová      | Irena                           |
| Jan Skopeček            | ošetřovatel Okrouhlický         |
| Petr Čepek              | strýc Karel                     |
| Eva Vejmělková          | mladá Soňa Landová              |
| Michal Dlouhý           | Miloš Lexa (pasáže z dospívání) |
| František Novotný       | Miloš Lexa jako dvanáctiletý    |
| Jaroslava Brousková     | matka Lexová                    |
| Ladislav Potměšil       | otec Miloše Lexy                |
| Miroslav Macháček       | Ament                           |